# Mórrígan
La Mórrígan (spesso reso senza accenti, Morrigan) è una delle più importanti divinità irlandesi, una delle "furie guerriere", fortemente associata alla guerra, alla morte e al fato.

## Nome
Nelle fonti, il nome della Mórrígan è sempre preceduto dall'articolo determinativo (an Mórrígan o an Mórrígu).
Per quanto riguarda la sua etimologia, risale a un più antico nome irlandese, Mór Ríoghain, che si traduce letteralmente come "grande regina" (da mór, "grande", e rígan, "regina"); tale significato è lo stesso del nome dell'antica dea indoeuropea Rigantona, a cui il nome della Mórrígan viene talvolta ricondotto. Alternativamente, il primo elemento di Mór Ríoghain può anche essere identificato con il germanico mahr ("incubo", la stessa radice di nightmare), con il significato di "regina dei fantasmi". 
Tradizionalmente, il suo nome veniva anche ricollegato al vocabolo celtico mor ("mare"), una connessione generalmente rifiutata dai linguisti moderni; a questo elemento risale probabilmente il nome della fata Morgana, la quale viene, a volte, ricollegata alla stessa Mórrígan.

## Descrizione
La Mórrígan fa parte dei Túatha Dé Danann, ed è figlia di Fiacha mac Delbaíth e di Ernmas e sorella di Badb e Macha. 
Viene descritta come una mutaforma, che ama assumere in particolar modo la forma di corvo o cornacchia, sorvolando i campi di battaglia e divorando i cadaveri o apparendo come una vecchia megera che chiama i guerrieri alla morte. Si presenta inoltre anche come un'anguilla, una mucca bianca dalle orecchie rosse, un lupo grigio-rosso o una donna o gigantessa che lava i panni insanguinati vicino ai campi di battaglia, oltre ad essere in grado di invecchiare o ringiovanire a piacimento. La sua caratteristica di mutaforma la avvicina alla figura del druido come bardo-stregone, un ruolo che ella stessa assume in alcune storie, intonando canzoni per portare vittoria, praticando la divinazione e prevedendo il futuro.
È legata anche alla fertilità e alla sessualità, e alcune storie le attribuiscono un appetito sessuale insaziabile; ella sedurrebbe i soldati prima della battaglia, e condurrebbe i suoi amanti alla vittoria.

### Rapporto con Macha, Badb e Nemain
La Mórrígan viene frequentemente associata ad altre dee guerriere irlandesi, Macha, Badb e Nemain; questa connessione assume spesso una forma triadica, in cui tre di queste quattro dee formano una triade chiamata "Morrígna" (che è il plurale di Mórrígan). Tuttavia, sebbene nella mitologia celtica fosse comune avere triadi di personaggi, specialmente tra quelli femminili, la Morrigan e le altre tre dee presentano una situazione particolare: la Mórrígan è sorella di Macha e Badb, in quanto tutte figlie di Fiacha mac Delbaíth, ma questa triade viene spezzata dal fatto che Macha muore per mano di Balor nella seconda battaglia di Mag Tuire. Alcune fonti sopperiscono a questa mancanza sostituendo Macha con Nemain. 
È possibile che, originariamente, vi fosse effettivamente una triade divina, con cui è stata in seguito fatta confusione; è altresì possibile che la Mórrígan e la Morrígna siano la stessa cosa e che le quattro dee, che non appaiono mai contemporaneamente in alcuna scena, fossero in origine una sola figura, con Badb ("corvo della battaglia"), Macha (sempre "corvo") e Nemain ("panico" o "furia") quali attributi della Mórrígan. Va inoltre notato che, nel Lebor Gabála Érenn, la Mórrígan è identificata anche con Anu, una dea madre citata anche nel Sanas Cormaic.

### Nei miti
La Mórrígan appare nel Cath Maige Tuired, dove interviene in entrambe le battaglie di Mag Tuireadh: nella prima aiuta a sconfiggere i Fir Bolg; nella seconda, dopo che il Dagda si è unito a lei lungo il fiume Uinnius, gli garantisce la vittoria contro i Fomori. Alla fine, Badb (che però, per com'è formulato il testo, potrebbe anche essere un altro nome per indicare la Mórrígan), formula due profezie, una che preannuncia un periodo di pace, abbondanza e felicità e l'altra, antitetica alla prima, in cui prevede un futuro cupo, violento e sterile. 
È presente anche nel Ciclo dell'Ulster, dove invece viene respinta dall'eroe Cú Chulainn: adirata, la Mórrígan si accanisce contro di lui, portandolo infine alla morte e, al momento del suo trapasso, si posa sulla sua spalla in forma di corvo, reclamando la sua vita.
Secondo una leggenda, inoltre, la Mórrígan sarebbe apparsa nell'anno 637 durante la battaglia di Moyrath, volando sopra gli schieramenti dei druidi per guidarli e incoraggiarli; questi ultimi, comunque, vennero sconfitti.